# Cahnsdorf
Cahnsdorf è una frazione (Ortsteil) della città tedesca di Luckau, nel Land del Brandeburgo.

## Storia
Nel 2003 il comune di Cahnsdorf venne soppresso e aggregato alla città di Luckau.